# Mount Coffee Township
Mount Coffee Township är ett township i Liberia. Det ligger i Montserrado County, i den västra delen av landet, 40 km nordost om huvudstaden Monrovia.